# Nekdanja lastna in tuja produkcija TV3

## Nekdanja lastna produkcija
Oddaje
- Vreme na TV3
- Družinski dvoboj
- Marlena
- Reporter X
- Adijo, pamet
- Prestižno, ekskluzivno
- Hočeš, nočeš

Serije
- B&B Show

Resničnostni šovi
- To sem jaz

## Nekdanja tuja produkcija
Serije
- Agencija
- Ameriški sen
- Bojna ladja Galaktika
- E blok
- Hiša lutk
- Izgubljeni v Pacifiku
- Načrtno po pomoti
- Na letališču
- Nepremagljiva Jordan
- Območje smrti
- Odbita rodbina
- Po sledeh prihodnosti
- Prvinski strah
- Skrivna naveza
- Zlata plaža

Resničnostni šovi
- Zamenjava žena
- Modni oblikovalci Heidi Klum
- Avstralski top model
- Kanadski top model
- Francoski top model
- Britanski top model
- Popolna preobrazba doma

Telenovele
- Maščevalka / La Venganza
- Dvom  /  La Duda
- Sto izložb, sto strasti / Centro di Vetrine
- Čarovnije  /  Incantissimo
- Življenje ob jezeru / Vivire
- Čista ljubezen / Destilando amor
- Divja mačka / Gata Salvaje
- Ukradena življenja

Risanke
- Transformerji
- Pokemoni
- Avatar
- Yu-Gi-Oh!
- Najboljše Disneyeve risanke
- Spuži Kvadratnik
- Jimmy Neutron